# Distretto di Momba
Il distretto di Momba è un distretto della Tanzania situato nella regione di Mbeya. Conta una popolazione di 446 339 abitanti (censimento 2012) ed è suddivisa nelle seguenti 13 circoscrizioni: 
- Chilulumo
- Chitete
- Chiwezi
- Ivuna
- Kamsamba
- Kapele
- Mkulwe
- Mpapa
- Msangano
- Myunga
- Ndalambo
- Nkangamo
- Nzoka